# Villa Tanagra
La villa Tanagra, bâtie en 1910, est située 34 avenue du Parc à Royan, en France. L'immeuble a été inscrit au titre des monuments historiques en 1990.

## Historique
En 1910, la villa est construite pour le négociant Jules Bernery. Les sculptures de la façade sont dues à l'artiste royannais Alexis Cougrand. Des vitraux signés par Maurice Bordereau sont ajoutés en 1948 et 1953.
Le bâtiment est inscrit au titre des monuments historiques par arrêté du 12 février 1990.